# Суалих, Али
Али Суалих Мтсашива (фр. Ali Soilih Mtsashiwa, 7 января 1937, Махадзанга, Махадзанга, колония Мадагаскар — 29 мая 1978, Морони, Коморские Острова) — леворадикальный президент Коморских островов (1976—1978).

## Биография
Родился и провёл детство на Мадагаскаре; там же начал учёбу, которую продолжил во Франции. На Коморы прибыл в начале 1960-х, чтобы работать в сельскохозяйственной сфере.
В 1970 году пришёл в политику в качестве сторонника президента правительственного Совета и лидера Демократической ассамблеи коморского народа Саида Ибрагима, тоже уроженца Мадагаскара. Вскоре становится сторонником маоизма, хотя его политическое мировоззрение также пребывает под влиянием исламских принципов и растущей неприязни к Франции как к метрополии.
Вскоре после обретения Коморами независимости в 1975 году Али Суалих, свергнув в ходе бескровного переворота первого президента Ахмеда Абдаллу, становится во главе революционного совета, сформированного коалицией шести партий — Объединённым национальным фронтом. Поскольку сторонники Суалиха были плохо вооружены, к перевороту была привлечена группа иностранных наёмников, в которую входил француз Боб Денар, чьи крайне правые антикоммунистические взгляды не помешали участию в установлении левого режима. Впрочем, вначале после смены власти президентом был принц Саид Мухаммед Джафар, сторонник умеренных подходов, в том числе относительно Франции и вопроса Майотты.
Однако уже в январе 1976 года Саид Мохамед Джафар был вынужден уступить власть Али Суалиху, официально ставшему президентом революционного совета. В соответствии с новой Конституцией он был наделён широкими полномочиями и провозгласил задачу построения социалистической экономики.
28 октября 1977 года был проведён референдум, благодаря которому Али Суалих вступил в должность президента Коморских островов — за это высказались 56,63 % проголосовавших при явке 92,2 %. На этом посту он приступил к осуществлению программы так называемого «национального социализма», построенную на синтезе маоистской идеологии и исламской философии.

Флаг Комор при Суалихе

Политика «национального социализма» подразумевала национализацию крупных землевладений и собственности высланных из страны французских колонистов, введения планирования в экономику, отмену действия законов шариата и ряда архаичных обычаев (включая традиционные массовые свадьбы «анда» и дорогостоящий похоронный церемониал), ограничение влияния мусульманского духовенства, роспуск политических партий.
В своих преобразованиях Суалих стремился опираться на молодёжь — возрастной ценз на выборах был понижен до беспрецедентных 14 лет. Вообще, многие из его реформ были смелыми для консервативного коморского общества — например, запрет ношения хиджаба и легализация каннабиса.
Также из числа представителей молодёжи была сформирована революционная милиция Moissy, к созданию которой были привлечены танзанийские военные советники (президент Танзании Джулиус Ньерере, сторонник африканского социализма, был близким союзником Суалиха). Её действия сравнивали с методами хунвэйбинов времен «Культурной революции» в Китае, активисты Moissy терроризировали сельское население, нападали на представителей консервативного духовенства старшего поколения, традиционно почитавшегося местным населением. С антиклерикальной направленностью политики правительства связывают дестабилизацию обстановки в стране. А ухудшение отношений Республики Коморские острова с бывшей метрополией означало тенденции к международной изоляции.
13 мая 1978 года произошёл новый военный переворот, возглавленный французским наёмником Бобом Денаром. Власть вновь перешла к Ахмеду Абдалле, а помещённый под стражу президент Суалих был убит две недели спустя, якобы «при попытке бегства». Когда Абдалла был свергнут и убит при участии того же Денара в 1989 году, к власти пришёл сводный брат Суалиха — Саид Мохаммед Джохар.